# Xylena dufayi
Xylena dufayi là một loài bướm đêm trong họ Noctuidae.